# Euphorbia forskalii
Euphorbia forskalii es una especie fanerógama perteneciente a la familia de las euforbiáceas.  Es originaria de  África y Próximo Oriente.

## Descripción
Es una planta anual postrada, que alcanza un tamaño de 10-30 cm de largo, con muchos tallos ramificado desde la base, no espinosos.

## Ecología
Se encuentra en los márgenes de los ríos, terrenos baldíos, malezas de los cultivos, suelos arenosos, a veces en lugares muy calcáreos, a una altitud de 1000 metros en Canarias y Cabo Verde, Libia, Egipto, Palestina, Siria y Arabia.

## Taxonomía
Euphorbia forskalii fue descrita por   Jacques Etienne Gay y publicado en Histoire Naturelle des Îles Canaries 2(3): 240. 1847.
Etimología
Euphorbia: nombre genérico que deriva del médico griego del rey Juba II de Mauritania (52 a 50 a. C. - 23), Euphorbus, en su honor – o en alusión a su gran vientre –  ya que usaba médicamente Euphorbia resinifera. En 1753 Carlos Linneo asignó el nombre a todo el género.
forskalii: epíteto otorgado en honor del botánico finlandés de padres suecos Peter Forsskål (1732-1763), quien viajó por Egipto, Arabia y Yemen, donde murió, recolectando gran cantidad de plantas.
Sinonimia
- Anisophyllum aegyptiacum (Boiss.) Schweinf.
- Anisophyllum burmannianum (J.Gay) Klotzsch & Garcke
- Chamaesyce forsskalii (J.Gay) Parolly
- Euphorbia aegyptiaca Boiss.
- Euphorbia austrooccidentalis Thell.
- Euphorbia burmanniana J.Gay
- Phyllanthus forsskalii Lepr. ex Baill.[6][1]